# بال‌های شادی
بال‌های شادی (به انگلیسی: Wings of Joy) نخستین آلبوم استودیویی از گروهٔ موسیقی راک کرینز می‌باشد که در ۱۶ سپتامبر سال ۱۹۹۱ از سوی دیدیکیتد رکوردز منتشر گردید. بال‌های شادی دو سال بعد از مینی آلبوم خود غیرخود منتشر شده‌است.